# NGC 6413
NGC 6413 – asteryzm składający się z czterech lub pięciu gwiazd, znajdujący się w gwiazdozbiorze Wężownika. Skatalogował go Édouard Jean-Marie Stephan 20 lipca 1870 roku, sądząc, że to obiekt typu „mgławicowego”.